# Zejściówka

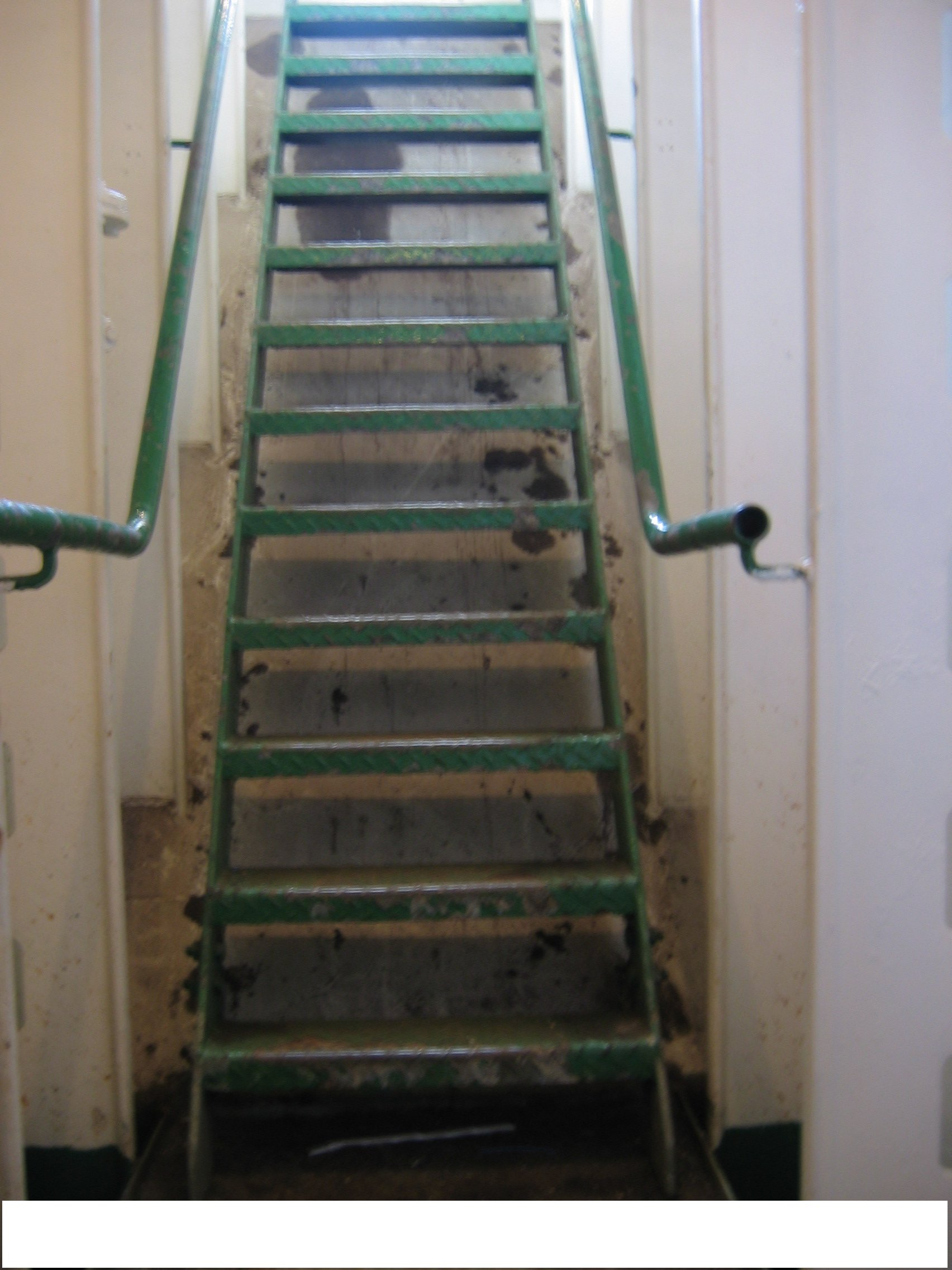
Zejściówka na statku.

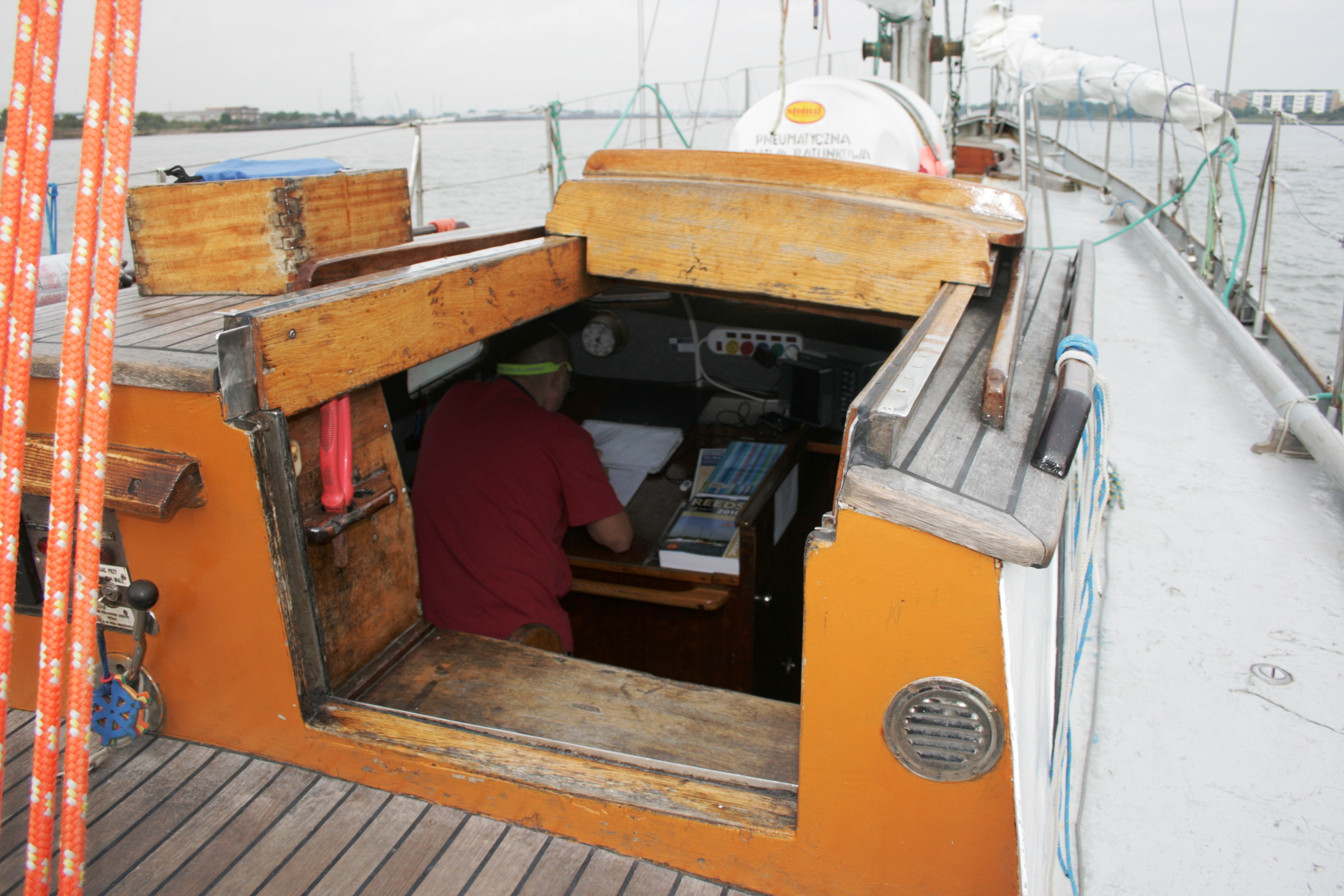
Zejściówka na jachcie żaglowym SY Bies zamykana sztorcklapą oraz suwklapą.

Zejściówka – zejście prowadzące do pomieszczeń znajdujących się pod pokładem na jachcie, statku lub innej jednostce pływającej. Zejściówka zazwyczaj znajduje się w tylnej ścianie pokładówki, rzadziej nadbudówki. Może prowadzić bezpośrednio z kokpitu. Z zejściówki pod pokład prowadzą schodki (schodnia, trapik) lub drabinka.
Na mniejszych jednostkach znajduje się jedna zejściówka usytuowana w części rufowej. Na większych mogą być dwie lub więcej prowadzące do różnych pomieszczeń pod podkładem np. kabiny nawigacyjnej. Zwykle zejściówka jest jedynym użytkowanym otworem komunikacyjnym dla załogi. Inne otwory prowadzące pod pokład (włazy, luk) służą głównie do transportu ładunku. Na dużych statkach morskich wszystkie schody i klatki schodowe nazywane są zejściówkami. Dla odróżnienia od schodów, proste zejścia z pokładu, zakończone klapą i prowadzące bezpośrednio do pomieszczeń określa się słowem – kapa.
Otwór zejściówki na mniejszych jednostkach chroniony jest sztorcklapą i suwklapą, natomiast na większych – odpowiednimi drzwiami strugoszczelnymi jedno lub dwuskrzydłowymi, drzwiami obrotowymi lub zrębnicą zakończoną strugoszczelną klapą. Otwór zejściówki może być osłonięty szpryckapą nazywaną inaczej dog house. Drzwi i klapy posiadają zabezpieczenia unieruchamiające je w pozycji otwartej, tak aby samoczynnie nie zamykały się podczas ruchu jednostki na fali. Dodatkowo wyposażone mogą być w wentylatory oraz zamki.